# Bridget Jones
Bridget Rose Jones es un personaje literario de ficción, una treintañera soltera que vive en Londres.
Fue creada por la escritora británica Helen Fielding.
En 2001, Renée Zellweger la interpretó en la película El diario de Bridget Jones.
En 2004 se estrenó la segunda parte, Bridget Jones: The Edge of Reason, con igual éxito.
En 2016 se estrenó la tercera parte, Bridget Jones's Baby. En 2025 se estrenará la cuarta y última de la saga, Bridget Jones: loca por él

## Libros
- El diario de Bridget Jones, de Helen Fielding.
- El diario de Bridget Jones: Sobreviviré, de Helen Fielding.
- El diario de Bridget Jones: Loca por él, de Helen Fielding (2013).

## Películas
- 2001: El diario de Bridget Jones, protagonizada por Renée Zellweger (como Bridget Jones), Colin Firth (como Mark Darcy) y Hugh Grant (como Daniel Cleaver).
- 2004: Bridget Jones: The Edge of Reason, también protagonizada por Zellweger, Firth y Grant, en los mismos papeles.
- 2016: Bridget Jones's Baby, protagonizada por Renée Zellweger (como Bridget Jones), Colin Firth (como Mark Darcy) y Patrick Dempsey (como Jack Qwant).
- 2025: Bridget Jones: loca por él, protagonizada por Renée Zellweger, Hugh Grant y Emma Thompson

## Bandas sonoras de las películas
- 2001: Banda sonora de El diario de Bridget Jones (Polydor)
- 2001: Banda sonora de El diario de Bridget Jones (2ª parte) (Polydor)
- 2004: Banda sonora de El diario de Bridget Jones: al borde de la razón (Island)
- 2017: Banda sonora de El diario de Bridget Jones 3                                       (por Ellie Goulding)

- Datos: Q913841